# Javi Moyano
Javier Moyano Lujano (Jaén, 23 de febrero de 1986), más conocido como Javi Moyano, es un futbolista español que juega de defensa en el Real Jaén C. F. de la Segunda Federación.

## Carrera
Nació en Jaén, Andalucía, el 23 de febrero de 1986. Se formó en las filas del Real Jaén haciendo su debut con el primer equipo en la temporada 2004-05 cuando el equipo jugaba en Segunda B. Jugó en el club hasta la temporada 2009-10, aunque fue cedido a la U. D. Lanzarote en el año 2007.
En junio de 2010 fichó por la U. D. Almería para jugar en su filial que se encontraba jugando en Segunda B.
La siguiente temporada, la 2011-12, jugó con la U. D. Melilla. En la temporada 2012-13, después de comprometerse con la U. D. Melilla para jugar una nueva temporada, se desvinculó del mismo para terminar fichando por el C. D. Tenerife en Segunda B. Finalmente logró el ascenso a la Segunda División con el Tete después de haberse hecho con la plaza de titular en el lateral derecho.
Aunque en su etapa con la U. D. Almería "B" entrenaba frecuentemente con el primer equipo, no había disputado ningún encuentro oficial en categoría profesional. El 18 de agosto jugó su primer partido en una liga profesional, encuentro que disputaba la A. D. Alcorcón contra el C. D. Tenerife en la Segunda División, el partido terminó 1-0.
El 18 de agosto de 2015 se confirmó su fichaje por el Real Valladolid C. F. pagando un traspaso de 50 000 € al Club Deportivo Tenerife. En temporada 2016-17, un año después de su llegada, fue nombrado primer capitán. En la temporada 2017-18 consiguió el ascenso a Primera División.
El 5 de octubre de 2020 rescindió su contrato con el conjunto pucelano.
El 22 de enero de 2021 se confirmó su fichaje hasta final de temporada por el C. D. Castellón. Durante ese tramo disputó nueve partidos en Segunda División, y en agosto llegó a un acuerdo con el club para seguir hasta junio de 2022. Una vez finalizó su etapa en Castellón estuvo unas semanas sin equipo hasta que en septiembre se hizo oficial su vuelta al Real Jaén.

## Clubes
- Actualizado a 20 de octubre de 2024.

| Club                     | País          | Año           | PJ  | G  |
| ------------------------ | ------------- | ------------- | --- | -- |
| Real Jaén C. F.          | España        | 2004-2010     | 147 | 5  |
| U. D. Lanzarote (cedido) | España        | 2006-2007     | 16  | 1  |
| U. D. Almería "B"        | España        | 2010 2011     | 36  | 0  |
| U. D. Melilla            | España        | 2011-2012     | 35  | 3  |
| C. D. Tenerife           | España        | 2012-2015     | 120 | 1  |
| Real Valladolid C. F.    | España        | 2015-2020     | 156 | 1  |
| C. D. Castellón          | España        | 2021-2022     | 32  | 0  |
| Real Jaén C. F.          | España        | 2022-act.     | 73  | 3  |
| Total carrera            | Total carrera | Total carrera | 615 | 14 |

### Estadísticas
Actualizado a fin de la temporada 2023-24.
| Temporada     | Club                     | Categoría          | Liga  | Liga  | Copa  | Copa  | Fases de ascenso | Fases de ascenso | Total | Total |
| Temporada     | Club                     | Categoría          | Part. | Goles | Part. | Goles | Part.            | Goles            | Part. | Goles |
| ------------- | ------------------------ | ------------------ | ----- | ----- | ----- | ----- | ---------------- | ---------------- | ----- | ----- |
| 2004-05       | Real Jaén C. F.          | Segunda División B | 5     | 0     | -     | -     | -                | -                | 5     | 0     |
| 2005-06       | Real Jaén C. F.          | Segunda División B | 30    | 1     | -     | -     | -                | -                | 30    | 1     |
| 2006-07       | Real Jaén C. F.          | Segunda División B | 4     | 0     | -     | -     | -                | -                | 4     | 0     |
| 2007-08       | Real Jaén C. F.          | Segunda División B | 27    | 1     | 2     | 0     | -                | -                | 29    | 1     |
| 2008-09       | Real Jaén C. F.          | Segunda División B | 34    | 3     | -     | -     | 4                | 0                | 38    | 3     |
| 2009-10       | Real Jaén C. F.          | Segunda División B | 36    | 0     | 1     | 0     | 4                | 0                | 41    | 0     |
| 2006-07       | U. D. Lanzarote (cedido) | Segunda División B | 16    | 1     | -     | -     | -                | -                | 16    | 1     |
| 2010-11       | U. D. Almería "B"        | Segunda División B | 36    | 0     | -     | -     | -                | -                | 36    | 0     |
| 2011-12       | U. D. Melilla            | Segunda División B | 34    | 3     | 1     | 0     | -                | -                | 35    | 3     |
| 2012-13       | C. D. Tenerife           | Segunda División B | 36    | 1     | -     | -     | 3                | 0                | 39    | 1     |
| 2013-14       | C. D. Tenerife           | Segunda División   | 39    | 0     | 1     | 0     | -                | -                | 40    | 0     |
| 2014-15       | C. D. Tenerife           | Segunda División   | 40    | 0     | 1     | 0     | -                | -                | 41    | 0     |
| 2015-16       | R. Valladolid C. F.      | Segunda División   | 24    | 0     | -     | -     | -                | -                | 24    | 0     |
| 2016-17       | R. Valladolid C. F.      | Segunda División   | 41    | 0     | -     | -     | -                | -                | 41    | 0     |
| 2017-18       | R. Valladolid C. F.      | Segunda División   | 26    | 1     | 4     | 0     | 3                | 0                | 33    | 1     |
| 2018-19       | R. Valladolid C. F.      | Primera División   | 27    | 0     | 2     | 0     | -                | -                | 29    | 0     |
| 2019-20       | R. Valladolid C. F.      | Primera División   | 26    | 0     | 1     | 0     | -                | -                | 27    | 0     |
| 2020-21       | R. Valladolid C. F.      | Primera División   | 2     | 0     | -     | -     | -                | -                | 2     | 0     |
| 2020-21       | C. D. Castellón          | Segunda División   | 9     | 0     | -     | -     | -                | -                | 9     | 0     |
| 2021-22       | C. D. Castellón          | Primera Federación | 22    | 0     | 1     | 0     | -                | -                | 23    | 0     |
| 2022-23       | Real Jaén C. F.          | Tercera Federación | 27    | 1     | -     | -     | 1                | 0                | 28    | 1     |
| 2023-24       | Real Jaén C. F.          | Tercera Federación | 33    | 2     | 1     | 0     | 4                | 0                | 37    | 2     |
| Total carrera | Total carrera            | Total carrera      | 574   | 14    | 15    | 0     | 19               | 0                | 607   | 14    |

## Palmarés

### Títulos nacionales
| Título                       | Club            | País   | Año     |
| ---------------------------- | --------------- | ------ | ------- |
| Copa Federación              | Real Jaén C. F. | España | 2008-09 |
| Segunda División B - Grupo I | C. D. Tenerife  | España | 2012-13 |